# باشگاه فوتبال پیام مشهد
باشگاه فوتبال پیام خراسان یک باشگاه فوتبال در شهر مشهد، ایران است که در سال ۱۳۵۵ بنیان‌گذاری شده است.این باشگاه هم‌اکنون در لیگ فوتبال استان خراسان رضوی حضور دارد.

## پیشینه
باشگاه فوتبال پیام خراسان، در سال ۱۳۵۵ خورشیدی به همت جواد مرادنژاد و با در اختیار گرفتن امتیاز باشگاه سلطان طبرسی که صاحب امتیاز آن علی شادیانفر ملقب به علی سلطان بود  بنا نهاده شد و از آنجایی که اکثر بازیکنان سرشناس این تیم از کارمندان و نیروهای اداره پست و مخابرات خراسان بزرگ و مشهد بودند نام پیام را به تبعیت از باشگاه تهرانی پیام تهران که در تملک وزارت پست، تلگراف و تلفن آن دوران بود به جهت جذب اسپانسر و حمایت برگزیدند و رنگ سبز نیز به دلایل ریشه های مذهبی عموم مردم در مشهدالرضا به عنوان رنگ اصلی پیراهن اول تیم با رای گیری تمام اعضای باشگاه انتخاب شد.
این باشگاه مشهدی تاکنون با نام‌های پیام مشهد، پیام مخابرات مشهد، پیام گچ خراسان، پیام مقاومت خراسان، پیام ارتباطات خراسان، پیام پیکان خراسان، پیام می‌سی‌نو، پیام امام رضا (ع)، پیام خراسان رضوی و پیام وحدت خراسان در مسابقات فوتبال ایران حاضر شده‌است. آخرین نامی که قرار است پیام با آن در رقابت‌های فوتبالی حضور یابد باشگاه فرهنگی ورزشی پیام توس خراسان خواهد بود و در همین زمینه کمپینی برای احیای این نام و باشگاه در فضای مجازی شکل گرفت تا با همت هواداران و پیشکسوتان باشگاه مجدداً به عرصه مسابقات کشور بازگردد.
این تیم بعد از سال‌ها کوشش و فعالیت، سرانجام در فصل ۸۷–۱۳۸۶ لیگ آزادگان با حذف تیم قدرتمند و متمول فولاد خوزستان در پلی آف لیگ آزادگان توانست بعد از یک دهه جواز حضور در مسابقات لیگ برتر فوتبال را کسب کند ولی در پایان لیگ برتر خلیج فارس همان سال علیرغم تلاش تا آخرین هفته‌های لیگ هشتم خلیج فارس با شکست در هفته آخر مقابل استقلال تهران مجدداً به لیگ دسته یک کشور سقوط کرد و دو فصل بعد در رقابت‌های ۹۰–۱۳۸۹ لیگ آزادگان با حکم عجیب کمیته انضباطی به دلیل مشکلات مالی با کسر امتیاز به جای ماشین‌سازی تبریز به لیگ دسته دوم و فصل بعد ۹۱–۱۳۹۰ با بلاتکلیفی بین مشهد و نیشابور دست به دست و به دلیل مشکلات مالی به لیگ دسته سوم سقوط کرد.
پس از سقوط پیام به لیگ دسته سوم این تیم به دلیل مشکلات عدیده مالی اعلام ورشکستگی کرد و در مسابقات لیگ دسته سوم حضور نیافت.
در ابتدای تابستان فصل فوتبالی ۹۳–۱۳۹۲ مجید خرمی با خرید امتیاز باشگاه استقلال ساری به این نام قدیمی و محبوب مشهد حیات دوباره بخشید و با نام باشگاه فوتبال پیام وحدت خراسان با حمایت مالی هواپیمایی اترک وارد رقابت‌های لیگ دسته دوم شد و در گروه دوم رقابت‌ها در بین ۱۴ تیم رتبه ای بهتر از هشتم بدست نیاورد.
فصل بعد با حمایت هواپیمایی تابان در رقابت‌های ۹۴–۱۳۹۳ مرحله اول (گروه دوم) بازی‌ها رتبه ششم را در شرایطی کسب کرد که قهرمان نیم فصل شده بود و از صعود به مرحله نهایی برای صعود به لیگ آزادگان بازماند.
نهایتاً در فصل ۹۵–۱۳۹۴ پس از مشکلات مالکیتی و رفت و آمدهای بین مشهد و کاشمر برای بار دوم به لیگ دسته سوم سقوط کرد و در آغاز فصل ۹۶–۱۳۹۵ به علت دعواهای مدیریتی و انبوه بدهی‌ها با تصمیم هیئت فوتبال خراسان رضوی و ریاست وقت آن مهدی برادران امتیاز حضور در لیگ دسته سوم از سبزپوشان خراسانی به باشگاه تازه تأسیس استقلال مشهد واگذار کرد.
در ابتدای سال ۱۴۰۰ کمپینی در فضای اینستاگرام و تلگرام جهت احیای باشگاه پیام به همت هواداران قطب سبزپوش خراسان و یونس مسعودی کاپیتان سابق این تیم ایجاد شد که منجر به تاسیس باشگاه پیام اینبار با نام اصیل پیام توس خراسان گردید.
دو شرکت لوله و پروفیل تایباد و کالای خواب ایپکسی حامیان مالی معرفی و سبزپوشان خراسانی در لیگ دسته دوم کشور با خرید امتیاز باشگاه امید گناوه از استان بوشهر با هدایت محمد بابایی از مربیان سرشناس مشهدی و بازیکن سابق پیام وارد مسابقات شدند.
پس از ۹ هفته محمد بابایی استعفا داده و جای خود را به حسن سروری داد و او نیز پس از ۹ مسابقه با توجه به کسب نتایج ضعیف برکنار و تا پایان فصل ۰۱–۱۴۰۰ عباس شریف از مربیان پایه پیام موقتا سکاندار سبزپوشان خراسانی شد تا او که در ۷ هفته پایانی عهده دار سرمربیگری این تیم بود با کسب رتبه نهم جدول در بین چهارده تیم گروه اول لیگ دسته دوم باشگاه های ایران، فصل را به پایان برساند.

پیش از آغاز فصل ۰۲–۱۴۰۱، امتیاز تیم به کیان سام بابل واگذار شد.
و اما دوباره پیام خراسان در سال ابتدای فصل ۱۴۰۳ و با حمایت فروشگاه اینترنتی بازارشب به مدیریت سجاد خوش باطن به عرصه فوتبال این بار در لیگ فوتبال استان خراسان رضوی بازگشت و امید است که با حمایت هواداران قدیمی سبزپوشان دوباره فوتبال خراسان شاهد تیمی در سطح لیگ برتر کشوری باشیم.

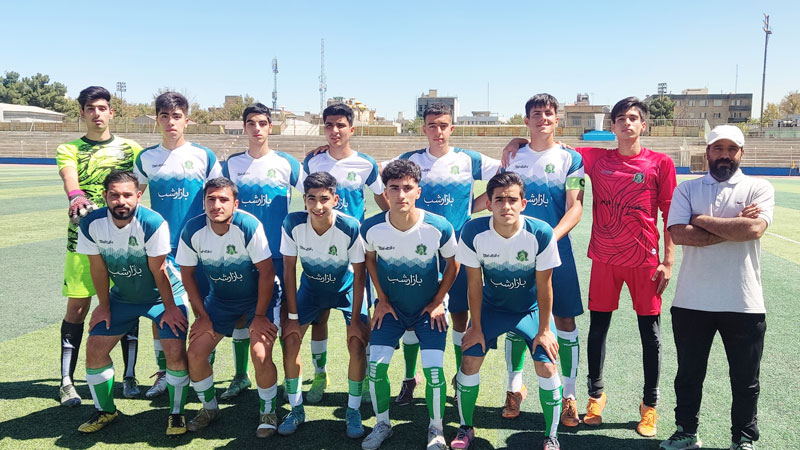
پیام مشهد

## ورزشگاه خانگی
ورزشگاه ثامن‌الائمه نام ورزشگاهی در شهر مشهد است. این ورزشگاه که در ۱۰ کیلومتری جاده مشهد شاندیز قرار دارد، در سال ۱۳۷۳ زمینی به مساحت ۴۰۰ هکتار به آن اختصاص یافت؛ سپس در سال ۱۳۷۵ کلنگ زنی صورت گرفت و در نهایت در سال ۱۳۸۴ و همزمان با میلاد  علی بن موسی الرضا فاز نخست این ورزشگاه بعد از صندلی گذاری ظرفیت ٢٤،٤۰۰ نفر  به دست محسن مهرعلیزاده، معاون رییس‌جمهور وقت به بهره برداری رسید.  دیدار افتتاحیه بین دو تیم ابومسلم و پرسپولیس برگزار شد که در نهایت با برتری ۱ بر صفر ابومسلم به پایان رسید. این ورزشگاه همچنین میزبان مسابقات تیم‌های ملی افغانستان و سوریه بوده که به دلیل  ناامنی کشورشان مسابقات انتخابی جام‌جهانی را در این ورزشگاه برگزار کرده اند.

## بازیکنان سرشناس
- داوود خلج
- مهدی هاشمی‌نسب
- فرزاد مجیدی
- حسن رضایی
- نیما نکیسا
- داریوش یزدانی
- رضا صاحبی
- مهدی واعظی
- علی حنطه
- بهزاد داداش زاده
- اصغر قهرمانی
- سیروس سنگچولی
- ستار همدانی
- رحمان تاجیک
- احمد مؤمن زاده
- رمضان شکری
- مرتضی برگی زر
- غلامرضا نخودیان اصفهانی
- امین رادفر
- علی چینی
- شهرام برات‌پوری
- جواد ملک جعفریان
- علی کافی
- سعید خانی
- رحیم تاجیک
- محمد مؤمنی
- علی نوری
- حسین هوشیار
- یونس مسعودی
- رضا حقیقی
- مجید غلامی
- حمید مروی
- قاسم اکبری
- اشپیتیم آرفی
- محمد سهیمی
- مجید حسینی پور
- فرزاد حسین خانی
- بهروز پاک نیت

## بازیکنان خارجی
تیم فوتبال پیام خراسان اغلب به بازیکنان داخلی و ببشتر بومی خود اعتماد کرده و در طول تاریخ این باشگاه فقط ۴ بازیکن خارجی در رقابت‌های سطح اول فوتبال ایران(لیگ برتر و جام آزادگان) برای این تیم بازی کرده‌اند و تنها بازیکن خارجی این تیم در لیگ دسته اول آزادگان جان نگودی بازیکن اهل کشور کامرون بوده‌است. اسامی بازیکنان خارجی که در سطح اول ایران برای سبزپوشان بازی کرده‌اند نامشان در جدول زیر ذکر شده‌است.
| # | نام                          | ملیت     | دوران بازی | پست   |
| - | ---------------------------- | -------- | ---------- | ----- |
| ۱ | ژان اسکات پیکاک              | اسکاتلند | ۱۹۹۰–۱۹۹۵  | -     |
| ۲ | استیون مونیه                 | اسکاتلند | ۱۹۹۰–۱۹۹۵  | -     |
| ۳ | دیه‌گو بندیتو گالوائو ماکسیمو | برزیل    | ۲۰۰۸–۲۰۰۹  | مدافع |
| ۴ | اشپیتیم آرفی                 | آلمان    | ۲۰۰۸–۲۰۰۹  | مهاجم |